# 1.º Escuadrón Aéreo (Japón)
El 1.º Escuadrón Aéreo (第一飛行戦隊, Dai-ichi-hikō sentai) era una unidad del Servicio Aéreo del Ejército Imperial Japonés. La unidad se estableció el 5 de julio de 1938 en Kagamigahara. La unidad prestó servicio en Manchuria durante el Incidente de Mukden, durante la segunda guerra sino-japonesa, y en Birmania, las Indias Orientales Neerlandesas, Indochina, Rabaul, las Islas Salomón, Nueva Guinea, Filipinas, Formosa y Japón durante la Segunda Guerra Mundial. La unidad se disolvió en Takahagi, Japón a finales de 1945.

## Historia
El 1.º Escuadrón Aéreo hunde sus raíces hasta la Primera Guerra Mundial, donde el Ejército Imperial Japonés usó los primeros aviones en su conquista de las islas controladas por los alemanes. La "Fuerza Aérea Temporal", como se la conocía, se utilizó principalmente en el asedio de Tsingtao y finalmente se disolvió en enero de 1915. Poco después, su sucesor, el 1.º Batallón de Aviación, se estableció en octubre del mismo año. Luego, la unidad original se actualizó en tamaño al 1.º Regimiento Aéreo el 1 de junio de 1925, junto con la inauguración del Cuartel General de las Fuerzas Aéreas del Ejército, que controlaba la fuerza aérea.
En 1915, la "Fuerza Aérea Provisional", que se había formado durante la Primera Guerra Mundial, estaba programada para aumentar su poderío aéreo. Esto incluye la independencia de la fuerza aérea y la creación de diez escuadrones compuestos por seis escuadrones de cazas, dos escuadrones de bombarderos ligeros y dos escuadrones de bombarderos pesados. Como resultado, al 1.º Regimiento Aéreo, inicialmente del tamaño de un batallón, se le asignaron dos escuadrones de aviones de reconocimiento, lo que elevaba su total a dos escuadrones de aviones de reconocimiento y dos escuadrones de cazas. Más tarde, el regimiento pasó a llamarse 1º Escuadrón Aéreo debido a la separación de las unidades terrestres y aéreas dentro del ejército japonés.

## Equipamiento
- Ki-27 (1939 - mayo de 1942)
- Nakajima Ki-43 I (julio de 1942 - agosto de 1943)
- Nakajima Ki-43 II (septiembre de 1943 - abril de 1944)
- Nakajima Ki-84 (abril de 1944 - agosto de 1945)

## Bases
- Kanchuerhmiao, Nomonhan, junio de 1939
- Saienjo, Nomonhan, junio de 1939 - septiembre de 1939
- Sunjia, cerca de Harbin, octubre de 1939 - noviembre de 1941
- Kompong Trach, Camboya, diciembre de 1941
- Singora, Malasia, diciembre de 1941 enero de 1942
- Kuantan, Malasia, enero de 1942 - febrero de 1942
- Tandjungkarang, sur de Sumatra, febrero de 1942 - marzo de 1942
- Toungoo, Birmania, marzo de 1942 - mayo de 1942
- Mingaladon, Birmania, mayo de 1942
- Akeno, julio de 1942 agosto de 1942
- Palembang, Sumatra, agosto de 1942 - octubre de 1942
- Tourane, Indochina, octubre de 1942
- Hanói, Indochina, octubre de 1942
- Singapur, noviembre de - 1942 diciembre de 1942
- Rabaul, Nueva Bretaña, enero de 1943 - agosto de 1943
- Ballale, Islas Salomón, enero de 1943
- Wewak, Nueva Guinea, febrero de 1943 (independiente)
- Lae, Nueva Guinea, marzo de 1943
- Wewak, Nueva Guinea, abril de 1943 - agosto de 1943
- Osaka, Japón, septiembre de 1943 - noviembre de 1943
- Mengguli, noviembre de 1943
- Kashiwa, cerca de Tokio, noviembre de 1943 - octubre de 1944
- Gan-no-su, norte de Kyushu, agosto de 1944 - septiembre de 1944 (separado)
- Aeródromo Clark, Luzón, octubre de 1944
- Manapla, Negros, Oct 1944 - noviembre de 1944
- Distrito de Shimodate, Kanto, noviembre de 1944 - diciembre de 1944
- Pórac, Luzón, diciembre de 1944 - enero de 1945
- Chaochou, Formosa, enero de 1945 - febrero de 1945
- Shimodate, distrito de Kanto, marzo de 1945 - abril de 1945
- Takahagi, distrito de Kanto, abril de 1945 - agosto de 1945